# Liste des monuments historiques d'Obergeckler
La Liste des monuments historiques d'Obergeckler contient trois monuments historiques à Obergeckler, une municipalité allemande située dans le Land de Rhénanie-Palatinat et l'arrondissement d'Eifel-Bitburg-Prüm.

## Liste
| Monument                      | Adresse                          | Coordonnées                      | Notice | Protection | Date | Illustration                 |
| ----------------------------- | -------------------------------- | -------------------------------- | ------ | ---------- | ---- | ---------------------------- |
| Église catholique St. Martin  | Kapellenstraße 16, Niedergeckler | 49° 58′ 11″ nord, 6° 18′ 17″ est |        |            |      | Église catholique St. Martin |
| Croix de cimetière, vers 1920 | Kapellenstraße, Niedergeckler    | 49° 58′ 12″ nord, 6° 18′ 19″ est |        |            |      | Image manquante Téléverser   |
| Maison, 1829                  | Zum Brückenhof 8, Niedergeckler  | 49° 58′ 06″ nord, 6° 18′ 22″ est |        |            |      | Image manquante Téléverser   |